# 알레인 (발레다오스타주)
알레인(Allein)은 이탈리아 북서부 발레다오스타주의 도시이자 코무네이다.

## 지리

발레다오스타주 내 알레인 코무네의 위치.

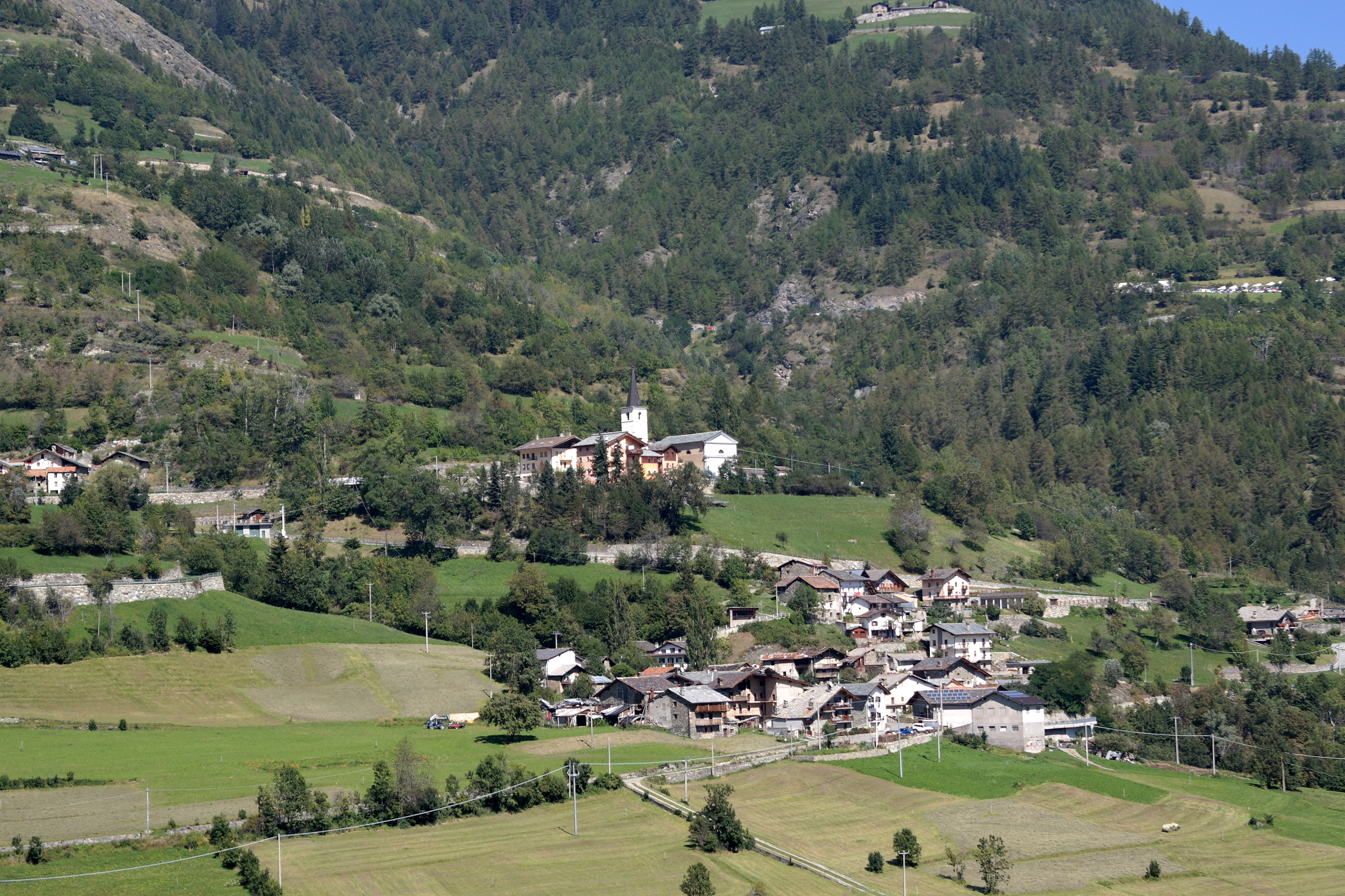
알레인의 모습

## 내용주 및 각주
1. ↑  “Superficie di Comuni Province e Regioni italiane al 9 ottobre 2011”. 이탈리아 통계청. 2019년 3월 16일에 확인함.
2. ↑  “Popolazione Residente al 1° Gennaio 2018”. 이탈리아 통계청. 2019년 3월 16일에 확인함.
3. ↑  “Allein – Italy: Information and Town Profile”. 《Comuni-Italiani.it》. 2019년 3월 25일에 확인함.